# The Last Song (singolo Elton John)
The Last Song è un brano composto ed interpretato da Elton John; il testo è di Bernie Taupin.

## Il brano
La canzone, ultima traccia dell'album di provenienza (il celebre The One, del 1992), è espressamente dedicata a Ryan White, giovane vittima dell'AIDS. Il testo di Bernie (letteralmente significa L'Ultima Canzone), rimanendo in tema, ricalca la vicenda di un ragazzo sieropositivo, ormai morente, che riceve dal padre un'ultima, inaspettata visita. La musica è conforme alle parole scritte da Taupin; struggente e malinconica, mostra Elton alle tastiere. Anche Guy Babylon suona le tastiere, mentre Davey Johnstone è presente alla chitarra acustica. Al basso si cimenta Pino Palladino. La voce di John rende l'idea del dramma intrinseco al brano.
The Last Song, pubblicata come singolo il 6 ottobre 1992, raggiunse una #21 UK e una #23 USA, mentre in Canada raggiunse la #7. I proventi delle vendite di questo singolo furono donati al Ryan White fund dell'ospedale di Riley. The Last Song, inoltre, è stata usata come tema portante di un montaggio di fotografie ritraenti persone rimaste vittime dell'AIDS (Ryan White incluso) alla fine del film And the Band Played On (1993).

## I singoli
Singolo 7" (UK)
1. "The Last Song"
2. "The Man Who Never Died" (remix)

Singolo in CD (UK, promo)
1. "The Last Song" — 3:21

Singolo in CD (UK)
1. "The Last Song" - 3:18
2. "The Man Who Never Died" (remix) - 6:52
3. "Song for Guy" (remix) - 8:28

Singolo in CD (UK)
1. "The Last Song" - 3:18
2. "Are You Ready for Love" - 8:31
3. "Three Way Love Affair" - 5:31
4. "Mama Can't Buy You Love" - 4:03

Singolo in CD (USA, promo)
1. "The Last Song" — 3:18

## Formazione
- Elton John: voce, tastiere
- Olle Romo: batteria
- Davey Johnstone: chitarre
- Guy Babylon: tastiere
- Pino Palladino: basso